# 博登湖畔林道县
博登湖畔林道县（Landkreis Lindau (Bodensee)），简称林道县，是德国巴伐利亚州的一个县，隶属于施瓦本行政区，首府博登湖畔林道。

## 華語譯名
由於兩岸對於德國行政區「Landkreis」翻譯的不同，台灣稱為「波登湖畔林道郡」；中國大陸稱為「博登湖畔林道縣」。

## 地理
林道县北面与巴登-符腾堡州的博登湖县和拉芬斯堡县，东面与上阿尔高县，南面与奥地利的福拉尔贝格州相邻，西南面沿博登湖，首府林道是博登湖上的一座岛屿。